# Badimaya
Badimaya är ett australiskt språk som talades av 3 personer år 2016. Badimaya talas i Väst-Australien. Badimaya tillhör de pama-nyunganska språken.. Språket anses vara utdöende eller hotat.